# مهدی زین‌الدین
مهدی زین‌الدین (۱۸ مهر ۱۳۳۸ – ۲۷ آبان ۱۳۶۳) نظامی ایرانی بود، که در جنگ ایران و عراق از اعضای سپاه پاسداران انقلاب اسلامی محسوب می‌شد و فرماندهی لشکر ۱۷ علی ابن ابی طالب را برعهده داشت. وی در ۲۷ آبان ۱۳۶۳ در مسیر کرمانشاه به سردشت در پی درگیری با گروه‌های مسلح کشته شد.

## زندگی‌نامه
مهدی زین‌الدین در ۱۸ مهر ۱۳۳۸ در تهران زاده شد. پدرش عبدالرزاق از خاندان شهید ثانی بود و شغل کتاب‌فروشی داشت. خانواده زین‌الدین در دوران کودکی او به خرم‌آباد مهاجرت کردند و در آنجا پدرش به خاطر مخالفت با حکومت پهلوی توسط ساواک چندین بار دستگیر و زندانی شد. مهدی نیز در دوران دبیرستان گرایش‌های سیاسی پیدا کرد و در جلسات سید اسدالله مدنی حضور می‌یافت. مهدی در آغاز سال ۱۳۵۶ به دلیل عدم ثبت نام در حزب رستاخیز از دبیرستان اخراج شد و پس از اخراج از دبیرستان، اداره کتاب فروشی پدر را به عهده گرفت. او در همان سال در کنکور سراسری دانشگاه‌ها شرکت کرد و موفق شد رتبه چهارم را درمیان پذیرفته‌شدگان در دانشگاه شیراز را به دست آورد. اما همزمان با قبولی وی در دانشگاه، پدرش بار دیگر از خرم‌آباد به سقز تبعید شد و زین‌الدین از ادامه تحصیل انصراف داد. پس از مدتی پدرش این بار از سقز به اقلید تبعید شد و مهدی همراه با خانواده در سال ۱۳۵۷ به قم مهاجرت کردند.

## پس از انقلاب
با مهاجرت خانواده زین‌الدین به قم در آبان ۵۷، مهدی در این شهر به نهاد جهاد سازندگی پیوست و پس از مدتی به عضویت هیئت پنج نفره‌ای درآمد که سپاه پاسداران انقلاب اسلامی قم را تشکیل دادند و مسئولیت واحد پذیرش و سپس واحد اطلاعات آن را برعهده گرفت. با شروع شورش‌ها و درگیری‌های مناطق غرب ایران، برای خنثی سازی فعالیت‌های گروهک‌های مخالف انقلاب، همراه با ۳۶ نفر از سپاهیان قم، به سنندج اعزام شد و پس از درگیری و محاصره سه شبانه‌روزی در آنجا و کشته شدن تعدادی از گروهشان، به قم بازگشت. به گزارش ایسنا، او در این مدت در سرکوب منافقین و دشمنان در شهرهای تبریز و قم نقش داشته است.

## جنگ ایران و عراق
با آغاز جنگ ایران و عراق، زین الدین یک دوره آموزش‌های نظامی کوتاه مدت را در شهر قم گذراند و سپس همراه با گروهی صد نفره از سپاهیان به جبهه رفتند. او پس از مدتی مسئول واحد شناسایی و بعد از آن مسئول واحد اطلاعات و عملیات سپاه پاسداران انقلاب اسلامی در دزفول و سوسنگرد شد. به گفته محمد جعفر اسدی، فرمانده پیشین نیروی زمینی سپاه پاسداران، زین الدین به هنگام تصدی مسئولیت اطلاعات و عملیات سپاه دزفول نقش مؤثری در عملیات‌های فتح المبین و بیت‌المقدس داشته است. همچنین زین الدین در قرارگاه کربلا، معاون اطلاعات و عملیات شد و به همراه حسن باقری در عملیات‌های ثامن الائمه و طریق القدس در شکست حصر آبادان نیازمندی‌های اطلاعاتی فرماندهان و واحدهای جنگی را تأمین می‌کرد. او سپس با تشکیل تیپ ۱۷ قم، برای شرکت در عملیات بیت‌المقدس، به خرمشهر رفت و در آزادسازی آنجا نیز شرکت داشت. مهدی زین الدین پیش از آغاز عملیات رمضان تیپ ۱۷ قم را به لشکر علی بن ابی‌طالب تبدیل کرد و بعد از آزاد شدن خرمشهر مأموریت یافت که موقعیت نیروهای عراق را در منطقه دهلران شناسایی کند. او پس از فرماندهی در عملیات رمضان و محرم، برای آماده‌سازی و مقدمات عملیات خیبر به همراه تعدادی از فرماندهان جنگ و رزمندگان سپاه و بسیج به مناطق ساحلی خلیج فارس اعزام شدند و سپس نیروهای ایرانی در طی عملیات چهل روزه خیبر و پس از کشته شدن همت و باکری، توانستند با فرماندهی زین الدین، جزایر مجنون را از تصرف نیروهای عراقی بیرون آورند. در مهرماه ۱۳۶۸ در طی مراسمی به ۵۴ نفر از فرماندهان سپاه پاسداران و ارتش که نقش مهمی در عملیات‌های بیت‌المقدس و آزاد سازی خرمشهر در سال ۱۳۶۱ داشتند، نشان‌های فتح ۱ و ۲ و ۳ داده شد و زین الدین از جمله فرماندهانی است که دارای نشان فتح۲ —از نشان‌های نظامی جمهوری اسلامی ایران— است.

## کشته‌شدن
مهدی زین الدین در ۲۷ آبان ۱۳۶۳ همراه با برادرش مجید، به منظور شناسایی منطقه از کرمانشاه به سوی سردشت در حال حرکت بودند، که با گروه‌های مسلح درگیر شدند، که این درگیری به کشته شدن وی و برادرش انجامید. جسد او و برادرش در قطعه ۵ گلزار شهدای قم به خاک سپرده شد.

## در آثار فرهنگی
مهدی شامحمدی در بهمن ۱۴۰۱ از کلید خوردن ساخت فیلم سینمایی مجنون خبر داد که موضوع این فیلم بخشی از زندگی زین‌الدین است. این فیلم به سفارش سازمان هنری رسانه‌ای اوج ساخته شده که عباس نادران تهیه‌کننده و مهدی شامحمدی کارگردان آن هستند. مهدی شامحمدی کارگردان مستندسازی است که «مجنون» اولین تجربه سینمایی اوست و سجاد بابایی که در چهل و یکمین دوره جشنواره بین‌المللی فیلم فجر برنده سیمرغ شده؛ ایفاگر نقش مهدی زین‌الدین است. این فیلم برنده سیمرغ بلورین بهترین فیلم جشنواره چهل و دوم شد. کتاب «تنها؛ زیر باران» به نویسندگی مهدی قربانی، کتابی است دربارهٔ زندگی مهدی زین‌الدین که نویسنده ضمن پژوهش، با دوستان، همراهان و اعضای خانواده او مصاحبه کرده و به مقاطع مختلفی از زندگی او در این کتاب پرداخته شده است. به گزارش تسنیم، به دلیل دسته‌بندی بودن مطالب، نثر روان نویسنده و نگارش نخستین بار خاطرات زین‌الدین در این کتاب تا به حال ۲۰ هزار نسخه از آن به چاپ رسیده است. همچنین در ایران کتاب‌های متعددی دربارهٔ او به رشته تحریر درآمده است. این کتاب‌ها عبارتند از: مبانی مدیریت و فرهنگسازی: با نگرشی بر الگوهای رفتاری _ مدیریتی پاسدار شهید مهدی زین‌الدین، نیمه پنهان ماه، سردار عشق، سرّ دلبران، افلاکی خاکی، تو که آن بالا نشستی، کربلا در کربلا (شعر)، یادگاران، ستاره دنباله‌دار، از همه عذر می‌خواهم.